# IC 2041
IC 2041 = IC 2048 ist eine linsenförmige Zwerggalaxie vom Hubble-Typ SB0 im Sternbild Eridanus am Südsternhimmel. Sie ist schätzungsweise 50 Millionen Lichtjahre von der Milchstraße entfernt und hat einen Durchmesser von etwa 20.000 Lichtjahren. Gemeinsam mit neun weiteren Galaxien bildet sie die NGC 1532-Gruppe (LGG 111).

Im selben Himmelsareal befinden sich u. a. die Galaxien NGC 1531, NGC 1532, IC 2040.
Das Objekt wurde am 29. September 1897 von Lewis Swift entdeckt.